# Fossilworks
Fossilworks е портал, който предоставя инструменти за търсене, изтегляне и анализ на данни от Палеобиологичната база данни, голяма релационна база данни, събирани от стотици палеонтолози от цял свят.

## История
Fossilworks е създаден през 1998 г. от Джон Алрой и се поддържа от университета „Макуори“, Австралия. Порталът включва множество инструменти за анализ и визуализация на данни, включени преди това в базата данни за палеобиология.